# Hraničná (železniční zastávka)
Hraničná byla železniční zastávka ve stejnojmenné části města Kraslice v okrese Sokolov v Karlovarském kraji nedaleko řeky Svatavy. Ležela na neelektrizované jednokolejné trati Sokolov–Zwotental. Zastávka byla umístěna těsně u státních hranic České republiky a Německa.

## Historie
Když po zahájení provozu nádraží v Sokolově začala Buštěhradská dráha v druhé polovině 19. století budovat železniční trať podél řeky Svatavy směrem na Kraslice, plánovalo se, že trať se propojí na státních hranicích s tratí Saskokamenicko-Auesko-Adorfské železniční společnosti na německé straně. V první etapě, kdy trať byla dostavěna a končila v Dolních Kraslicích k tomu nedošlo.
Provoz na společném úseku obou tratí byl zahájen 1. října 1886, přičemž společný úsek propojil Dolní Kraslice s Klingenthalem a protnul katastr tehdejší obce Markhausen.
V roce 1933 v souvislosti s reorganizací dopravy na trati jsou na úseku mezi Kraslicemi a Klingenthalem vybudovány tři železniční zastávky – Zelená Hora, Markhausen škola a Markhausen.
Když po konci druhé světové války převzaly provoz na trati Československé státní dráhy, tak nejdříve v roce 1946 ukončily provoz do Německa – vlaky končily v zastávce Hraničná (do té doby Markhausen), posléze 17. května 1952 ukončily provoz na úseku za Kraslicemi úplně. V souvislosti s vyhlášením hraničních pásem byla obec i se železničními zastávkami v roce 1955 srovnána se zemí.
28. října 1994 došlo ze spolupráce městského zastupitelstva Kraslic a železničního dobročinného spolku Klub M 131.1 Sokolov k obnovení železniční osobní dopravy z Kraslic do Hraničné. V souvislosti s tím bylo těsně před státními hranicemi postaveno provizorní primitivní nástupiště, kde byla zřízena nová zastávka Hraničná. Ta fungovala do 31. prosince 1995, kdy byl provoz do Hraničné opět přerušen.
V roce 1998 získala do držení trať Sokolov–Kraslice společnost Viamont, která opětovně obnovila provoz do Hraničné, čímž bylo užívání zastávky taktéž obnoveno (toto obnovení však bylo míněno jako dočasné, než dojde k úplnému obnovení provozu do Německa).
Když 28. května 2000 byla zahájena společností Vogtlandbahn linka ze Zwickau do Kraslic, Viamont vyhodnotil, že zastávka nalézající se jen několik desítek metrů od nádraží v Klingenthalu je nepotřebnou a zastávka byla zrušena. Od té doby neudržované nástupiště a přístupová cesta k němu zarůstá vegetací.